# Ceratostylis ramosa
Ceratostylis ramosa là một loài thực vật có hoa trong họ Lan. Loài này được Ames & Rolfe mô tả khoa học đầu tiên năm 1908.